# Valentin Cojocaru
Valentin Alexandru Cojocaru (ur. 1 października 1995 w Bukareszcie) – rumuński piłkarz występujący na pozycji bramkarza w Pogoni Szczecin.

## Kariera klubowa
Cojocaru grę w piłkę nożną rozpoczął w wieku 6 lat w akademii Rapidu Bukareszt. Z powodu braków infrastrukturalnych i złych warunków treningowych rodzice po dwóch miesiącach przenieśli go do klubu Luceafărul Bukareszt, gdzie szkolił się on do gry na pozycji napastnika. W 2004 roku przeszedł do Dinama Bukareszt, gdzie trenerzy przekwalifikowali go na bramkarza. Jesienią 2007 roku przeniósł się do akademii Steauy Bukareszt.
W 2010 roku przeniesiono go do drużyny rezerw (Liga II). W marcu 2011 roku trener Sorin Cârțu po raz pierwszy włączył go do kadry seniorów na mecz towarzyski z Dacią Kiszyniów. 21 kwietnia 2011 Cojocaru zaliczył pierwszy występ na poziomie seniorskim w Liga II przeciwko Concordii Chiajna, przegranym 2:3. Po sezonie 2010/11 Steaua II spadła do Liga III i została rozwiązana, a on sam został przez Roniego Leviego umieszczony w pierwszym zespole. W listopadzie 2011 roku odbył tygodniowe testy w Liverpool FC prowadzonym przez Kenny' ego Dalglisha, po czym powrócił do kraju.
7 maja 2013 zadebiutował w rumuńskiej ekstraklasie w spotkaniu z Glorią Bystrzyca (1:0). W sezonie 2012/13, w którym rozegrał 3 mecze, wywalczył ze swoim klubem mistrzostwo kraju. W sezonie 2014/15 jako rezerwowy zdobył kolejny tytuł mistrzowski, Puchar Rumunii oraz Puchar Ligi. Na początku sezonu 2015/16 był podstawowym bramkarzem. W lipcu 2015 roku zadebiutował w europejskich pucharach w dwumeczu z AS Trenčín w eliminacjach Ligi Mistrzów (2:0, 2:3). Jesienią tego samego roku szkoleniowiec Mirel Rădoi, niezadowolony z jego dyspozycji na treningach, zastąpił go Florinem Nițą. Na zakończenie sezonu 2015/16 Cojocaru zdobył ze Steauą drugi w karierze Puchar Ligi.
W sezonie 2016/17 Cojocaru był wypożyczony do FC Crotone (Serie A) oraz Frosinone Calcio (Serie B), jednak nie zaliczył dla tych klubów żadnego oficjalnego występu. We wrześniu 2017 roku podpisał dwuletni kontrakt z Apollonem Limassol, gdzie był trzecim bramkarzem po Bruno Vale i Anastasiosie Kisasie. W styczniu 2018 roku opuścił klub, nie rozegrawszy żadnego meczu i przeniósł się do Viitorulu Konstanca, gdzie stał się podstawowym zawodnikiem. W sezonie 2018/19 wywalczył ze swoim zespołem Puchar Rumunii, pierwszy w historii Viitorulu. W meczu finałowym z Astrą Giurgiu (2:1) został on zmieniony przez Gheorghe Hagiego w przerwie, po czym w kolejnym sezonie pełnił rolę rezerwowego. W styczniu 2020 roku wypożyczono go na okres jednej rundy do FC Voluntari, gdzie rozegrał 19 spotkań. Po powrocie do Viitorulu ponownie pełnił funkcję pierwszego bramkarza.
W kwietniu 2021 roku za kwotę 100 tys. euro został wykupiony przez SK Dnipro-1, z którym podpisał trzyletni kontrakt. 21 sierpnia zadebiutował w Premier-Lidze w wygranym 2:0 spotkaniu z Ruchem Lwów. W sezonie 2021/22 zaliczył 14 ligowych występów. Po inwazji Rosji na Ukrainę został na 3 miesiące wypożyczony do Feyenoordu (Eredivisie). Jego zespół dotarł do finału Ligi Konferencji Europy 2021/22, jednak Cojocaru nie zaliczył żadnego oficjalnego meczu, będąc zmiennikiem Justina Bijlowa oraz Ofira Marciano. W czerwcu 2022 roku podpisał trzyletnią umowę z belgijskim klubem Oud-Heverlee Leuven, prowadzonym przez Marca Brysa. 23 lipca zadebiutował w Jupiler Pro League w wygranym 2:0 spotkaniu z KV Kortrijk. W sezonie 2022/23 wystąpił we wszystkich 34 ligowych meczach. Wkrótce po rozpoczęciu sezonu 2023/24 stracił miejsce w wyjściowym składzie i dostał zgodę na poszukiwanie nowego zespołu. 4 września 2023 na zasadzie rocznego wypożyczenia został zawodnikiem Pogoni Szczecin trenowanej przez Jensa Gustafssona. 16 września zadebiutował w Ekstraklasie w spotkaniu przeciwko Koronie Kielce, wygranym 3:1.

## Kariera reprezentacyjna
W latach 2013–2014 Cojocaru zanotował 7 występów w reprezentacji Rumunii U-19, w tym 4 w eliminacjach Mistrzostw Europy 2014. W latach 2014–2016 zagrał 14 razy w reprezentacji U-21. Był podstawowym bramkarzem podczas eliminacji Mistrzostw Europy 2017, kiedy to zaliczył 10 spotkań. W październiku 2016 roku został przez Christopha Dauma po raz pierwszy powołany do kadry seniorskiej na mecze z Polską oraz Rosją.

## Życie prywatne
Syn Ispasa Cjojocaru - byłego piłkarza i sędziego liniowego, prowadzącego mecze w Liga I.

## Sukcesy
Steaua Bukareszt
- mistrzostwo Rumunii: 2012/13, 2014/15
- Puchar Rumunii: 2014/15
- Puchar Ligi: 2014/15, 2015/16

Viitorul Konstanca
- Puchar Rumunii: 2018/19